# Koła na piasku
Koła na piasku. Powieść z roku 160 przed narodzeniem Chrystusa – powieść historyczna Teodora Parnickiego wydana w 1965 roku, będąca kontynuacją Końca „Zgody Narodów”.

## O powstaniu powieści
Po ukazaniu się w paryskiej Kulturze w grudniu 1955 Końca „Zgody Narodów” Parnicki zabrał się za pracę nad kontynuacją powieści. W połowie 1956 praca nad nią była już mocno zaawansowana i spodziewał się ją niedługo ukończyć. Zmiany w Polsce i oferta publikacji w kraju ze strony Pax-u spowodowały odłożenie pracy nad powieścią i zajęcie się kończeniem Słowa i ciała. W liście do Jerzego Giedroycia z 26 lutego 1957 pisał, że ma zaczętą powieść, będącą kontynuacją Końca „Zgody Narodów”. Jej centralną postacią jest znowu Leptynes, tylko o 20 lat starszy, po największym wydarzeniu całego swego życia: w 161 roku rzymskie poselstwo nakazało wymordowanie wszystkich słoni w Laodykei Seleukidów. Wywołało to rozruchy greckiej ludności, w wyniku których głowa rzymskiego poselstwa, Oktawiusz, został zamordowany przez Leptynesa. Król Seleukida wydał Leptynesa Rzymianom. Ten pojechał, jak twierdzi Polibiusz, spokojny, przekonany, że Rzymianie nic mu nie zrobią. I rzeczywiście nie zrobili. W fabułę powieści zostało wplecione powstanie Machabeuszy w Judei i starania powstańców o zawarcie sojuszu z Rzymem; katastrofa państwa Eutydemidów w sercu Azji; wreszcie podłoże psychologiczne i społeczne twórczości Terencjusz, pokazane na tle rywalizacji grup patrycjuszowskiej (koło Scypiona Młodszego), staroplebejskiej (Kato starszy) i młodoplebejskiej (Popiliusz i Oktawiusz).
Do pracy nad powieścią powrócił w kwietniu 1957, w związku ze zmianami w planach wydawniczych odłożył wówczas pracę nad Słowem i ciałem. Pisał ją wraz z powieścią bizantyńską. W maju zakładał, że prawdopodobny tytuł powieści mógłby brzmieć: Budowa pieśni, w nawiązaniu do fragmentu z III części Dziadów: Niech ludzie będą dla mnie, jak myśli i słowa, / z których, gdy zechcę, pieśni wiąże się budowa; / Mówią, że Ty tak władasz!. W sierpniu 1958 odłożył pracę nad tą powieścią oraz nad Słowem i ciałem powieścią bizantyńską, by zabrać się do pisania Nowej baśni. Ostatecznie ukończył ją na przełomie 1964 i 1965, kiedy ukazała się drukiem, nakładem Pax-u.

## Listy więźnia
Bohaterem powieści jest znany z Końca gody Narodów Leptynes, tyle że starszy o dwadzieścia lat. Składają się na nią jego listy pisane z więzienia w Rzymie, gdzie jest przetrzymywany pod zarzutem zabicia posła rzymskiego w Laodykei syryjskiej. Leptynes nie jest bękartem, tak jak Chozroes, Stanisław czy Z., jest jednak, jak oni, mieszańcem, niekochanym synem, odrzuconym przez ojca. Jest też pisarzem i człowiekiem żyjącym w mocy złudzeń. Uwięziony, całe nocy spędza na pisaniu, które jest lekarstwem przeciw szaleństwu. Łudzi siebie szansami na nieśmiertelność, próbuje uchwyciuć kształt swego życia, porozplątywać jego powikłane ścieżki. Pisze nie tylko o sobie, ale także o wojnach, dyplomatycznych podstępach, machinacjach ekonomicznych i rozgrywkach politycznych w Królestwie Pergameńskim i Królestwie Seleukidów, w Egipcie Ptolemajosów i w Rzymie. Pisze o polityce i religii, o swoich snach i handlu niewolnikami, o przerażających eksperymentach naukowych swego ojca i o komediach Terencjusza, o Kleopatrze egipskiej i nauce Buddy.
Leptynes, poniżany przez Greków jako Żyd (był bowiem obrzezany według obrządku matki), nienawidzony przez Żydów jako syn Greka, uważa swe życie za tragiczne. A jednocześnie dostrzega jego komiczną śmieszność. Komiczną dlatego, że nie zawsze był w stanie dostrzec motywy swego postępowania, co gorsza, że nie były to motywy jego, ale narzucone mu przez możnych lepiej go rozumiejących niż on sam i umiejących rządzić ludźmi. Jego inteligencja i wrażliwość, głęboka znajomość życia, dają mu szansę zapanowania nad własnym losem i historią, a przynajmniej szansę jego zrozumienia. To że jest mieszańcem poddaje go w zależność od sił ponadjednostkowych: plemiennych, kulturowych, społecznych.

## Kompleks mieszańca
Centrum kompleksu mieszańca, poprzez który Leptynes przeżywa swój udział w historii i swoją wobec niej bezsilność jest konflikt z ojcem. Chodzi nie tylko o to, że Leptynes jest synem odrzuconym przez ojca, że Orestes niechętnie witał przed laty powrót syna, i że synowi ciąży geniusz ojca, wielkiego rzeźbiarza i mechanika. Orestes po ukończeniu Ołtarza Zwycięstwa, wyrzekł się sztuki i zajął się mechaniką i tajnymi, okrutnymi eksperymentami, do których używał niewolników, co wzbudzało w Leptynesie najgłębszą nienawiść. Miłość i pogarda ukształtowały jego osobowość. Za wszelką cenę chciał wyrosnąć z roli syna wybitnej osoby. Zabicie posła rzymskiego, który głęboko zranił uczucia Greków, przyniosło mu upragnioną sławę. Uznano wreszcie jego greckość. Dlatego pragnie, nieświadomie, wyroku skazującego, dzięki któremu przetrwałby w historii. A jednak nie będzie mógł jak tragiczny bohater własną śmiercią zaświadczyć o wolności swego postępowania. Sąd uzna że był nieświadomym narzędziem cudzej woli. Leptynes odzyska ukochaną kobietę i wróci do rodzinnego Pergamu, by snuć nowe plany i marzenia.
Szczęśliwe zakończenie powieści, na które Leptynes nie chciał się zgodzić jest spuentowane w ironicznym Post scriptum, napisanym ręką Rzymianina, Spuriosa Lukretiosa. Sprowadza on do kilku prostych kwestii całą szamotaninę Leptynesa, a jego los widzi jako komiczny. Człowiek, który jest nieświadomy motywów swego działania, jest bowiem komiczny, dla tych którzy potrafią go przejrzeć. Parnickiego intryguje napięcie między świadomością a nieświadomością oraz mechanizm cenzury, który każe człowiekowi tłumić i spychać pewne treści poniżej progu świadomości. Wprowadzając w Post scriptum, perspektywę zewnętrzną wobec bohatera, pozwala czytelnikowi procesy stłumienia i sposób w jaki potężne, uwięzione w nieświadomości siły wdzierają się do świadomego ja i oszukują wewnętrzną cenzurę obrazami zakazanych pokus.

## Kwestia wolności
Ja świadome stoi u Parnickiego po stronie wolności, nieświadomość, po stronie zniewolenia. Nieświadomość wydaje człowieka na łup nie znanym mu siłom. Nie potrafi ich kontrolować. Jeśli więc znajdzie się kto potrafi przeniknąć rządzący nim mechanizm, ma go w ręku. Może uczynić zeń posłuszne mu narzędzie nieświadome tego, komu służy, i że w ogóle służy. Leptynes ma spóźniony przebłysk, że to władcy Seleukii  poddali sobie wolę moją. Jego śmieszność okazuje się śmiesznością marionetki. Omotanie i zniewolenie jednostki jest u Parnickiego zawsze elementem gry politycznej, zniewoleniem jednostki przez system, machinę władzy lub organizację.